# (16165) Licht
(16165) Licht (2000 AW83) – planetoida z pasa głównego asteroid okrążająca Słońce w ciągu 3,41 lat w średniej odległości 2,26 j.a. Odkryta 5 stycznia 2000 roku.